# Matthew Bell
Matthew Bell, né le 5 novembre 1989 à Newcastle upon Tyne en Angleterre, est un pilote automobile britannique qui participe à des épreuves d'endurance aux mains de voiture de Grand tourisme ou des Sport-prototype dans des championnats tels que le WeatherTech SportsCar Championship, l'European Le Mans Series, l'Asian Le Mans Series ainsi qu'aux 24 Heures de Daytona.

## Palmarès

### Résultats aux24 Heures de Daytona
| Année | Écurie             | Copilotes                                  | Voiture         | Classe | Tours | Pos. | Class Pos. |
| ----- | ------------------ | ------------------------------------------ | --------------- | ------ | ----- | ---- | ---------- |
| 2014  | Paul Miller Racing | Bryce Miller René Rast Christopher Haase   | Audi R8 LMS     | GTD    | 626   | 36e  | 16e        |
| 2021  | WIN Autosport      | Thomas Merrill Tristan Nunez Steven Thomas | Oreca 07-Gibson | LMP2   | 764   | 16e  | 5e         |

### Résultats enWeatherTech SportsCar Championship
| Année | Écurie        | Châssis  | Moteur                     | Classe | 1     | 2   | 3   | 4   | 5   | 6   | 7   | Position | Points |
| ----- | ------------- | -------- | -------------------------- | ------ | ----- | --- | --- | --- | --- | --- | --- | -------- | ------ |
| 2021  | WIN Autosport | Oreca 07 | Gibson GK428 4,2 L V8 Atmo | LMP2   | DAY 5 | SEB | MOH | WGL | WGL | ELK | ATL | *        | 13*    |

N.B. * Saison en cours. Les courses en " gras  'indiquent une pole position, les courses en "italique" indiquent le meilleur tour de course.

### Résultats enEuropean Le Mans Series
| Année | Écurie            | Châssis        | Moteur                      | Classe | 1     | 2     | 3      | 4      | 5     | 6     | Position | Points |
| ----- | ----------------- | -------------- | --------------------------- | ------ | ----- | ----- | ------ | ------ | ----- | ----- | -------- | ------ |
| 2016  | United Autosports | Ligier JS P3   | Nissan VK50VE 5,0 l V8 Atmo | LMP3   | SIL 2 | IMO 7 | RBR 14 | LEC 11 | SPA 3 | EST 2 | 5e       | 59     |
| 2018  | United Autosports | Ligier JS P3   | Nissan VK50VE 5,0 l V8 Atmo | LMP3   | LEC 7 | MON 3 | RBR 12 | SIL 1  | SPA 4 | POR 7 | 3e       | 58.5   |
| 2021  | Cool Racing       | Ligier JS P320 | Nissan VK56 5,6 l V8 Atmo   | LMP3   | BAR 1 | RBR 1 | LEC 2  | MON    | SPA   | POR   | 1re*     | 68*    |

N.B. * Saison en cours. Les courses en " gras  'indiquent une pole position, les courses en "italique" indiquent le meilleur tour de course.

### Résultats enAsian Le Mans Series
| Année     | Écurie            | Châssis                 | Moteur                      | Classe | 1        | 2      | 3     | 4     | Position | Points |
| --------- | ----------------- | ----------------------- | --------------------------- | ------ | -------- | ------ | ----- | ----- | -------- | ------ |
| 2016-2017 | FFF Racing by ACM | Lamborghini Huracan GT3 | Lamborghini 5,2 l V10 Atmo  | GT     | ZHU Abd. | FUJ 11 | BUR 7 | SEP   | 16e      | 6.5    |
| 2018-2019 | United Autosports | Ligier JS P3            | Nissan VK50VE 5,0 l V8 Atmo | LMP3   | ZHU 6    | FUJ 1  | BUR 5 | SEP 5 | 4e       | 53     |
| 2021      | Nielsen Racing    | Ligier JS P320          | Nissan VK56 5,6 l V8 Atmo   | LMP3   | DUB Abd. | DUB 3  | ABU 2 | ABU 7 | 5e       | 39     |